# Chabazyt
Chabazyt, chabasyt – minerał z gromady krzemianów zaliczany do grupy zeolitów. Minerał pospolity i szeroko rozpowszechniony. 
Nazwa pochodzi od gr. khabazios = ziarnko gradu, co trafnie nawiązuje do wyglądu tego minerału.

## Właściwości
Tworzy kryształy romboedryczne zbliżone pokrojem do sześcianu. Często występują zbliźniaczenia. Obok phillipsytu i harmotomu należy do najpospolitszych zeolitów o pokroju kostkowym. Występuje w skupieniach zbitych, ziarnistych i naskorupieniach. Jest kruchy, przezroczysty.

### Występowanie
Powstaje w wyniku działalności hydrotermalnej niskich temperatur - najczęściej w pustkach skał wylewnych i metamorficznych, w szczelinach, kawernach skał osadowych. Spotkać go można także w osadach gorących źródeł. Współwystępuje z heulandytem, phillipsytem skolecytem, stilbitem, kalcytem. 
Miejsca występowania: Niemcy, Czechy, Wielka Brytania, Nowa Zelandia.
W Polsce  spotykany w druzach granitów i pegmatytów strzegomskich, w rejonie Kowar, w okolicach Opola.

### Zastosowanie
- ma znaczenie naukowe,
- poszukiwany i wysoko ceniony przez kolekcjonerów.